# Nassim Saidi
Nassim Saidi (Arabisch: نسيم سعيدي) (Algiers, 9 december 1994) is een Algerijns wielrenner die anno 2024 rijdt bij Madar Pro Cycling Team.

## Carrière
In 2016 won Saidi het Criterium van Blida door in een sprint-à-deux Jesús Alberto Rubio te verslaan. Op het nationale kampioenschap op de weg wist hij, bijna anderhalve minuut na winnaar Abderrahmane Mansouri, als tweede te finishen. In de achtste etappe van de Ronde van Burkina Faso versloeg hij Zemenfes Solomon en Bassirou Konté in de massasprint. In het eindklassement werd hij achtste, met een achterstand van bijna twee minuten op winnaar Harouna Ilboudo. In het puntenklassement wist Solomon hem zes punten voor te blijven.

## Overwinningen
2016
Criterium van Blida
8e etappe Ronde van Burkina Faso
2018
3e etappe Tour des Aéroports
2019
1e etappe Ronde van Egypte
Puntenklassement Ronde van Egypte
2023
Puntenklassement Ronde van Sharjah
6e etappe Ronde van Algerije
2024
Grote Prijs van Oran
Eindklassement Ronde van Algerije

## Kampioenschappen
- 2015:  Algerijns kampioenschap, tijdrit
- 2016:  Algerijns kampioenschap, wegwedstrijd
- 2019:  Afrikaanse Spelen, wegwedstrijd
- 2022:  Arabische kampioenschappen, wegwedstrijd
- 2021:  Afrikaans kampioenschap, ploegentijdrit
- 2021:  Afrikaans kampioenschap, wegwedstrijd
- 2021:  Algerijns kampioenschap, tijdrit
- 2023:  Afrikaans kampioenschap, ploegentijdrit

## Ploegen
- 2013 –  Olympique Team Algérie Tour AGLO37
- 2014 –  Olympique Team Algérie Tour AGLO37
- 2016 –  Al Marakeb Pro Cycling Team (tot 29 februari)
- 2019 –  Sovac
- 2024 –  Madar Pro Cycling Team

Abdenbi · Bechlaghem · Boutbal · Hadj Ahmed · Kab · Saidi · Seguouini · Zouache
Abdenbi · Bechlaghem · Bettira · Chaabane · Jenadi · Kab · Saidi · Seguouini
Aadel · Abdelmoneim · Adil · Al Ali · Alhousani · Alkhaji · El Ghouate · Gaiz · García · Hida · Karmouchi · Saidi · Santamaría